# Ruurd Leegstra
Ruurd Gerbens Leegstra (Wonokesoemo, Índies Orientals Neerlandeses, 29 de juny de 1877 – Utrecht, 17 de gener de 1933) va ser un remer neerlandès que va competir cavall del segle xix i el segle xx.
El 1900 va prendre part en els Jocs Olímpics de París, on guanyà una medalla de bronze en la prova de vuit amb timoner com a membre de l'equip Minerva Amsterdam. Era el pare del jugador d'hoquei herba estatunidenc Tjerk Leegstra.